# Ittibittium
Ittibittium is een geslacht van zeeslakken uit de familie van de Cerithiidae. De wetenschappelijke naam van het geslacht is voor het eerst geldig gepubliceerd in 1993 door Richard S. Houbrick. De naam is een porte-manteauwoord van het Amerikaanse woord "itty-bitty", wat "zeer klein" betekent, en Bittium.
De schelpen van deze slakken zijn erg klein. Die van de typesoort Ittibittium parcum zijn niet groter dan 6 mm. 

## Soorten
- Ittibittium houbricki (Ponder, 1993)
- Ittibittium nipponkaiense (Habe & Masuda, 1990)
- Ittibittium oryza (Mörch, 1876)
- Ittibittium parcum (Gould 1861)